# Scutellinia superba
Scutellinia superba är en svampart som först beskrevs av Josef Velenovský, och fick sitt nu gällande namn av Le Gal 1964. Scutellinia superba ingår i släktet Scutellinia och familjen Pyronemataceae.  Arten är reproducerande i Sverige. Inga underarter finns listade i Catalogue of Life.